# Abhijeet
Abhijeet Bhattacharya (né le 30 octobre 1958 à Kanpur, en Uttar Pradesh), plus connu sous le nom d'Abhijeet, est un chanteur de playback à Bollywood. Il a prêté sa voix à de nombreux acteurs comme Shahrukh Khan, Anil Kapoor, Saif Ali Khan. Abhijeet a chanté 6034 chansons dans plus de 1000 films,,,,.

## Biographie
Abhijit a quitté la maison après avoir obtenu son diplôme du Christ Church College de Kanpur et est allé à Mumbai en 1981 pour poursuivre la carrière de chanteur à Bollywood.

## Filmographie
- Dil Hai Ke Manta Nahin
- Khiladi
- Main Khiladi Tu Anari
- Judaai
- Mohabbat
- Dhadkan
- Dil Hi Dil Mein
- Rakshak
- Krishna
- Raaz
- Dosti
- Judwaa
- Kaafila

- 1993 : Darr
- 1994 : Yeh Dillagi
- 1994 : Anjaam
- 1995 : Dilwale Dulhania Le Jayenge
- 1996 : Fareb
- 1997 : Yes Boss
- 1999 : Baadshah
- 2000 : Phir Bhi Dil Hai Hindustani
- 2000 :  Josh
- 2001 : Asoka
- 2003 : Chalte Chalte
- 2004 : Main Hoon Na
- 2005 : Bewafaa
- 2006 : Gangster : A love story
- 2007 : Om Shanti Om